# 同心镇 (藤县)
同心镇，是中华人民共和国广西壮族自治区梧州市藤县下辖的一个乡镇级行政单位。

## 行政区划
同心镇下辖以下地区：
同心社区、凤阁村、真胜村、同心村、森塘村、大梳村、陈底村、沙村、平顶村和力冲村。